# Karby

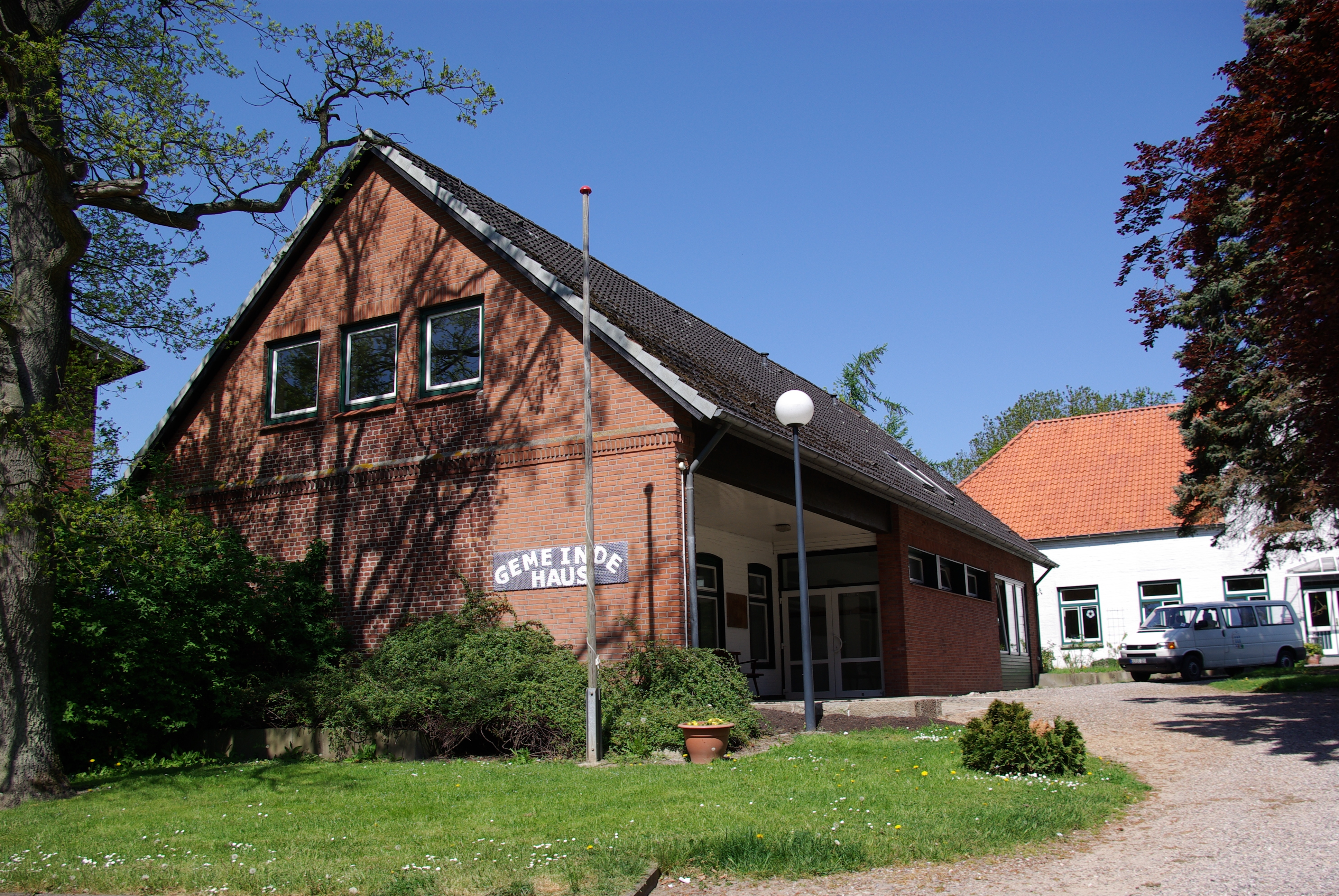
Karby em Schleswig-Holstein, Alemanha. O edifício da comunidade encontra-se no centro da vila

Karby é um município da Alemanha, localizado no distrito de Rendsburg-Eckernförde, estado de Schleswig-Holstein.